# Drienica
Drienica é um município da Eslováquia, situado no distrito de Sabinov, na região de Prešov. Tem 10,22 km² de área e sua população em 2018 foi estimada em 753 habitantes.

## Demografia
| Ano:        | 1994 | 2004   | 2014   | 2024   |
| ----------- | ---- | ------ | ------ | ------ |
| Broj ljudi: | 671  | 691    | 734    | 758    |
| Razlika:    |      | +2,98% | +6,22% | +3,26% |

| Ano:               | 2023 | 2024   |
| ------------------ | ---- | ------ |
| Número de pessoas: | 771  | 758    |
| Diferença:         |      | -1,68% |